# Susan E. Rice

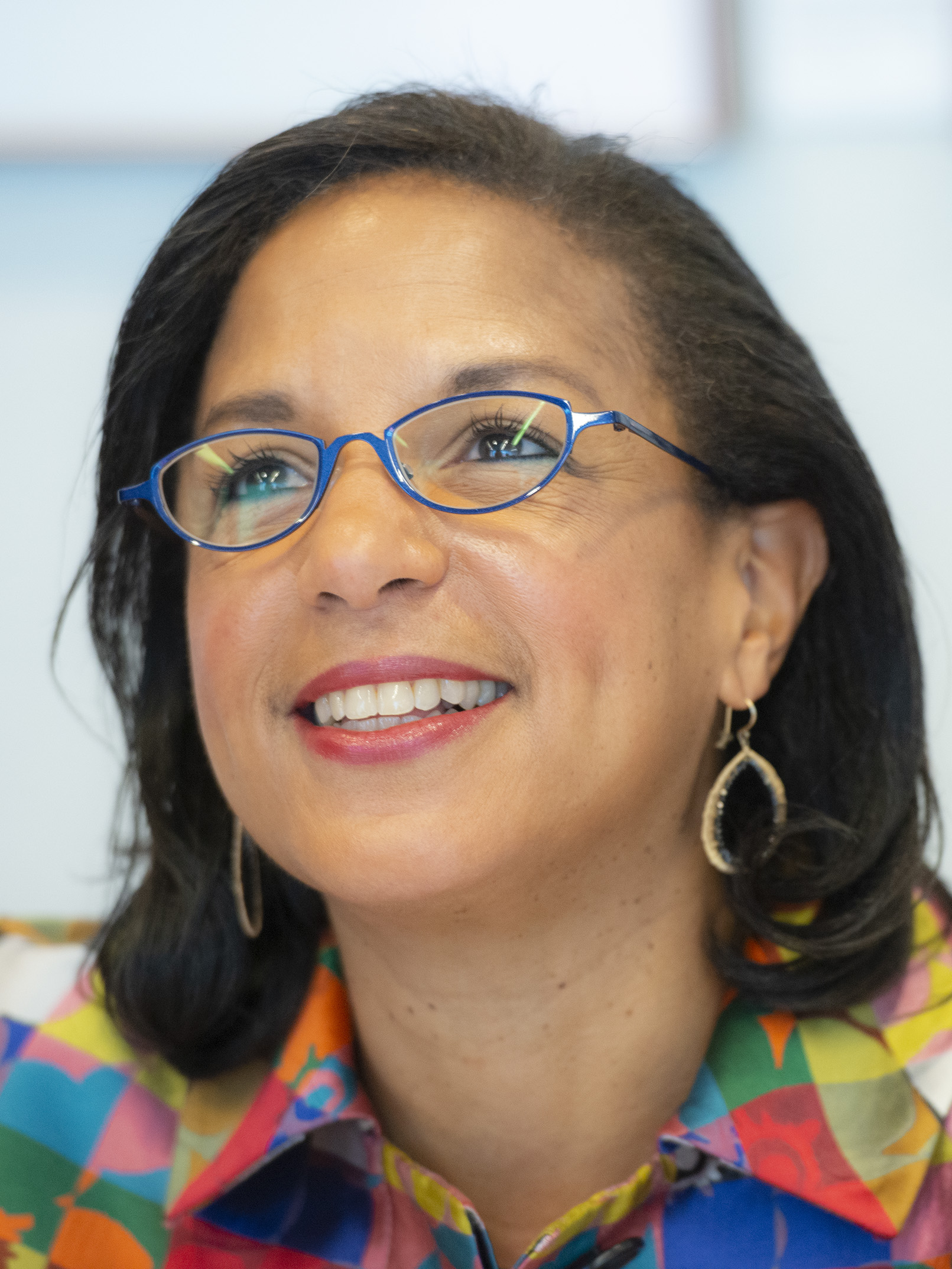
Susan E. Rice (2019)

Susan Elizabeth Rice (* 17. November 1964 in Washington, D.C.) ist eine US-amerikanische Außenpolitikerin. Von 1997 bis 2001 war sie Assistant Secretary of State for African Affairs im Kabinett Clinton und von 2009 bis 2013 UN-Botschafterin der Vereinigten Staaten. Von 2013 bis 2017 war sie nationale Sicherheitsberaterin von Präsident Barack Obama. Im Kabinett Biden war sie von Anfang 2021 bis 26. Mai 2023 innenpolitische Beraterin des Präsidenten und Vorsitzende des Rates für Innenpolitik der Vereinigten Staaten.

## Familie und Ausbildung
Rice wuchs im Washingtoner Stadtteil Shepherd Park auf. Ihr Vater Emmett J. Rice war Wirtschaftsprofessor an der Cornell University und Gouverneur der Federal Reserve. Ihre Mutter war Lois Dickson Rice (1933–2017), die 1978 in zweiter Ehe Alfred Bradley Fitt heiratete, der Stiefvater von Susan E. Rice wurde.
Rice besuchte die National Cathedral School in Washington, D.C., eine private Mädchenschule, und spielte dort im Basketball-Team auf der Position des Point Guards.
Rice besuchte die Stanford University mit Hilfe eines Truman-Stipendiums und war ein Mitglied von Phi Beta Kappa. Sie schloss ihr Studium 1986 mit einem Bachelor of Arts in Geschichte ab. Mit einem Rhodes-Stipendium besuchte sie das New College der University of Oxford, wo sie 1988 einen Masterabschluss und 1990 einen Doktorgrad in Internationalen Beziehungen erwarb.
Rice heiratete 1992 den ABC-News-Produzenten Ian Cameron, den sie während ihres Studiums in Stanford kennengelernt hatte. Das Ehepaar lebt mit den beiden Kindern in Washington.

## Berufliche und politische Laufbahn
Während des Präsidentschaftswahlkampfs 1988 war sie für den demokratischen Kandidaten Michael Dukakis tätig. In den frühen 1990er Jahren arbeitete sie als Assistentin des Managements bei McKinsey & Company.

### Unter Präsident Clinton
Während der Präsidentschaft Bill Clintons übte sie verschiedene Funktionen aus. Von 1993 bis 1997 war sie Mitglied des nationalen Sicherheitsrates, zunächst als Abteilungsleiterin für internationale Organisationen und Friedenssicherung und von 1995 an als Assistentin des Präsidenten und Hauptabteilungsleiterin für afrikanische Angelegenheiten. In der zweiten Amtszeit Clintons wurde sie 1997 Unterstaatssekretärin des Außenministeriums für afrikanische Angelegenheiten und blieb bis zum Ende von Clintons Präsidentschaft am 20. Januar 2001 auf dieser Position. Die damalige Außenministerin Madeleine Albright ist eine langjährige Mentorin von Rice und eine Freundin der Familie, die Bill Clinton empfahl, Rice zur Staatssekretärin zu machen. Als Unterstaatssekretärin galt Rice als „jung, brillant und ambitioniert“ und arbeitete daran, Afrika in die globale Wirtschaft zu integrieren. Kritiker warfen ihr vor, „autoritär, barsch und unwillig zu sein, andere Meinungen als ihre eigenen zu erwägen“.

### Zwischen 2001 und 2009
Rice war von 2001 bis 2002 geschäftsführende Direktorin der Intellibridge Int., einem internetbasierten Information- und Analyse-Unternehmen. Zu ihren Kunden gehörte der ruandische Präsident Paul Kagame.
2002 ging sie zur Brookings Institution als Senior Fellow für Außenpolitik und Entwicklungshilfe, wobei sie auf die amerikanische Außenpolitik, auf schwache und gescheiterte Staaten, die Auswirkungen der globalen Armut und die internationalen Gefahren für die nationale Sicherheit der Vereinigten Staaten spezialisiert war. Sie ist derzeit von ihrer Tätigkeit für die Brookings Institution beurlaubt.
Im Wahlkampf des Demokraten John Kerry zur Präsidentschaftswahl 2004 war Rice dessen außenpolitische Beraterin. Dieselbe Funktion übte sie in Barack Obamas Präsidentschaftswahlkampf 2008 aus. Am Tag nach dem Wahlsieg Obamas wurde sie in das Gremium berufen, das den Übergang der Regierungsgeschäfte von George W. Bush auf Barack Obama abwickeln sollte.

### Unter Präsident Obama
Am 1. Dezember 2008 gab Obama bekannt, Rice für das Amt der UN-Botschafterin der USA zu nominieren. Am 22. Januar wurde sie vom US-Senat einstimmig für dieses Amt bestätigt.
Während des Bürgerkriegs in Libyen verbreitete Rice 2011 das Gerücht, Gaddafi setze Viagra-unterstützte Massenvergewaltigungen als Waffe ein. US-Militärs und -Geheimdienste widersprachen sofort und erklärten, dass dafür keinerlei Beweise vorlägen.
Rice galt als Favoritin auf die Nachfolge Hillary Clintons als Außenministerin, die sich nach der gewonnenen Wiederwahl Obamas aus der Politik zurückgezogen hatte. Mitte Dezember 2012 gab Rice jedoch bekannt, nicht als mögliche Nachfolgerin Clintons zur Verfügung zu stehen. Zuvor hatte die Republikanische Partei damit gedroht, ihre mögliche Ernennung im Senat zu verhindern. Rice war nach dem Bengasi-Anschlag am 11. September 2012 in die Kritik geraten, da sie den Vorfall noch Tage später als spontanen Protest bewertet hatte.

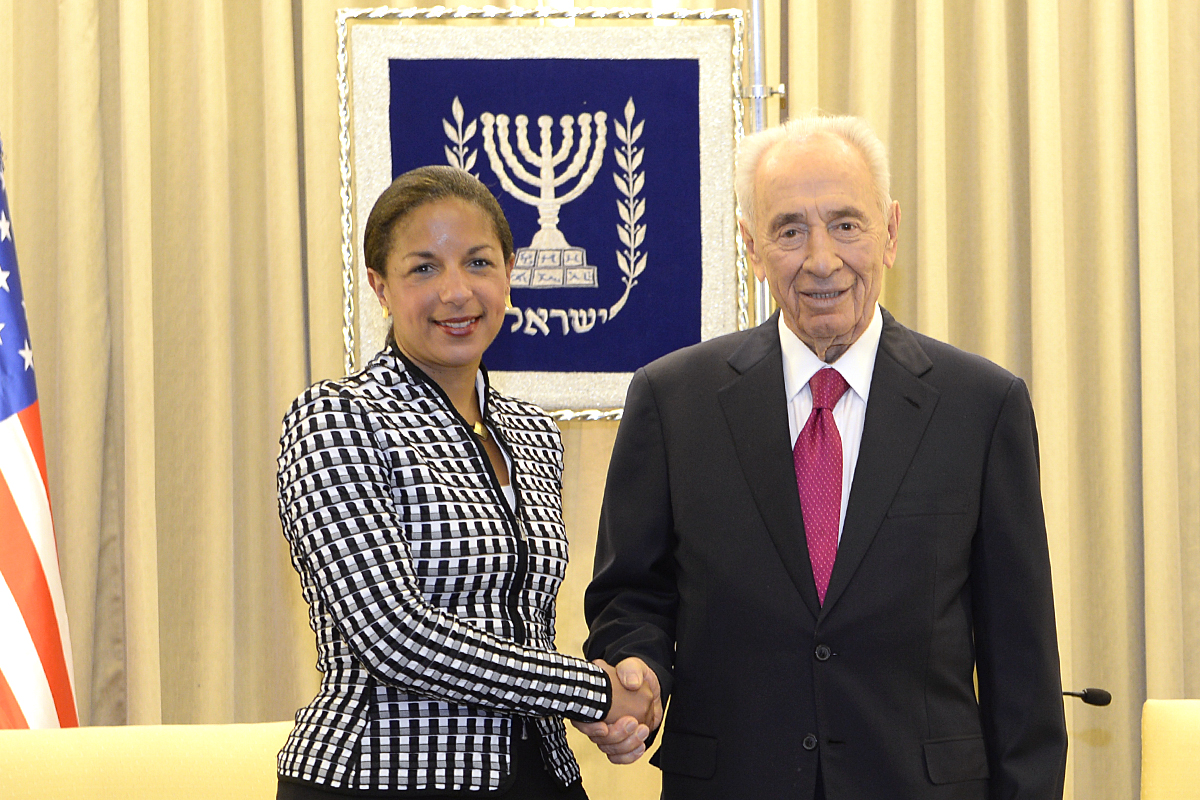
Rice mit dem israelischen Präsidenten Schimon Peres im Mai 2014

Ab dem 1. Juli 2013 war Rice Sicherheitsberaterin im Weißen Haus. Sie folgte auf Tom Donilon. Ihren Posten bei den Vereinten Nationen übernahm Samantha Power. Sie schied mit dem Ende der Präsidentschaft Obamas am 20. Januar 2017 aus dem Amt aus. 
Rice soll laut einem Bericht von Spiegel Online NSA-Abhöraktionen gegenüber Politikern aus mit den USA befreundeten Ländern gelobt haben, weil sie dadurch im Vorfeld einer Abstimmung des UNO-Sicherheitsrats über Sanktionen gegen Iran immer über „Ansichten anderer Länder im Bilde“ gewesen sei, wovon sie bei den Verhandlungen profitiert habe: „Das hat es uns erlaubt, bei Verhandlungen immer einen Schritt voraus zu sein.“

### Seit 2017
Nach dem Ende der Präsidentschaft Obamas nahm Rice verschiedene Ämter und Positionen an. So wirkt sie als Senior Fellow an der American University (School of International Service) und an der Kennedy School of Government in Harvard (Belfer Center for Science and International Affairs). Seit März 2018 gehört sie dem Board of Directors bei Netflix an.
Nachdem Susan Collins, die für die Republikaner dem Senat der Vereinigten Staaten für den Bundesstaat Maine angehört, Anfang Oktober für den umstrittenen Supreme-Court-Kandidaten Brett Kavanaugh gestimmt hatte, obwohl gegen ihn Vorwürfe sexueller Übergriffe erhoben worden waren, gab Rice bekannt, an einer Herausforderung Collins’ bei den Senatswahlen interessiert zu sein. Auch wenn Rice nicht in Maine lebt, kamen ihre Großeltern als Einwanderer 1912 dort an, und sie verfügt über ein Ferienhaus dort, das sie jedes Jahr besucht. Für einige Zeit galt sie daraufhin als mögliche Kandidatin um den Sitz von Maine bei der Wahl zum Senat der Vereinigten Staaten 2020, sah aber letztendlich von einer Kandidatur ab.
Ende Juli 2020 berichtete die New York Times, dass Rice zu dem Politikerinnenkreis gehörte, der von Joe Biden als Running Mate für die Präsidentschaftswahl 2020 in Betracht gezogen werde. Als weitere mögliche Kandidatinnen für die Vizepräsidentschaft nannte der Bericht Kamala Harris, Elizabeth Warren, Tammy Duckworth und Gretchen Whitmer. Nachteilig für Rice seien ihre fehlende Wahlkampferfahrung sowie ihre Handhabung der Aufbereitung des Anschlags auf das US-amerikanische Konsulat im libyschen Bengasi am 11. September 2012. Schließlich musste Rice Harris den Vortritt lassen.

## Tätigkeiten
Susan Rice ist in mehreren Gremien unterschiedlicher Einrichtungen vertreten, darunter Institutionen wie National Democratic Institute, U.S. Fund for UNICEF, Atlantic Council, dem Freeman Spogli Institute for International Studies an der Stanford University, Bureau of National Affairs, oder der Beauvoir School. Sie war im Direktorium von Internews.
Sie ist ebenfalls ein Mitglied des Council on Foreign Relations und der Aspen Strategy Group.

## Schriften
- Tough Love: My Story of the Things Worth Fighting For, Simon & Schuster (2019), ISBN 9781501189975